# 9524 O’Rourke
A 9524 O'Rourke (ideiglenes jelöléssel (9524) 1981 EJ5) a Naprendszer kisbolygóövében található aszteroida. Schelte J. Bus fedezte fel 1981. március 2-án.